# Bitexco Financial Tower
Bitexco Financial Tower – wieżowiec w mieście Ho Chi Minh w Wietnamie. Budynek został ukończony 31 października 2010 roku. Wysokość wynosi 265,5 m. Całkowity koszt budowy osiągnął 220 mln USD. Był to najwyższy budynek w Wietnamie do 2011 roku, kiedy została zakończona budowa Keangnam Hanoi Landmark Tower – ten budynek z kolei był najwyższy do ukończenia Landmark 81 w 2018 roku.

## Jeden z najwyższych budynków w Wietnamie
Zgodnie z projektem wysokość od podłoża do szczytu wynosi 262,5 m. W trakcie budowy był drugim co do wysokości budowanym wieżowcem zaraz po Keangnam Hanoi Landmark Tower, którego wysokość całkowita w chwili ukończenia wynosić będzie 345 m. Bitexco Financial Tower jest 93 najwyższym wieżowcem świata.
Bitexco Financial Tower ma 68 pięter. Budynek ma także lądowisko dla śmigłowców. Pomysł na projekt Bitexco Financial Tower został zainspirowany przez uroczy obraz eleganckich pąków lotosu, które są symbolem kultury Wietnamu. Budynek jest uważany za symbol dynamicznego rozwoju miasta Ho Chi Minh. Duża powierzchnia budynku jest przeznaczona na biura dla wiodących finansowych firm w Wietnamie i na świecie. W górnej części budynku umieszczone są lampy nocne stwarzające efekt latarni morskiej. Jest to centrum handlowe i rozrywkowe.
Nie jest to tylko unikatowy projekt architektoniczny, w czasie jego budowy zastosowano najbardziej zaawansowane i nowoczesne materiały. Specjalny system szklanych ścian jest używany w celu zapewnienia wysokiej efektywności wykorzystania kryterium
„projektowanie przyjazne dla środowiska, oszczędność energii”. Do jego budowy użyto rodzaju szkła hartowanego o grubości 28 mm z dwóch warstw szkła na każdym bloku i grubości 8 mm warstwy akustycznej maszyn, o grubości 12 mm izolacji pomiędzy nimi. Wszystkie działania w budynku są całkowicie zamknięte, a system synchronizacji podłączony do infrastruktury zewnętrznej.

## Zapotrzebowanie na biurowce w Wietnamie
Wraz z szybkim wzrostem gospodarczym i integracją z WTO, zapotrzebowanie na tego typu budowle w miejscach kluczowych dla gospodarki Wietnamu rośnie. Budowa budynku w znacznym stopniu przyczyniła się do zmniejszenia gorączki na powierzchnię biurową w mieście Ho Chi Minh. Wynajem biura klasy A w mieście Ho Chi Minh to koszt między 50 a 60 USD za metr kwadratowy miesięcznie. Odpowiada to czynszom w Singapurze i jest wyższe niż czynsze w Kuala Lumpur i w Bangkoku. Zanim ukończono Bitexco Financial Tower miano najwyższego budynku w Wietnamie należało do Saigon Trade Center. W mieście Ho Chi Minh nadal realizuje się tego typu projekty jak np. Saigon Times Square czy Saigon Pearl.